# Cerchanotus
Cerchanotus es un género de coleóptero de la familia Zopheridae.

## Especies
Las especies de este género son:
- Cerchanotus asperulus
- Cerchanotus jelineki
- Cerchanotus orientalis
- Cerchanotus soricinus